# Aeropuerto de Wanigela
El Aeropuerto de Wanigela (IATA: AGL, ICAO: AYWG) es un aeropuerto en Wanigela, un pueblo en la Provincia de Oro (o Provincia del Norte) en  Papúa Nueva Guinea.

## Historia
El aeródromo estuvo construido por la Unidad Administrativa Australiana de Nueva Guinea en julio de 1942 durante Segunda Guerra Mundial. El aeropuerto es utilizado principalmente por la aerolínea PNG Air que vuela a Port Moresby y Tufi.